# In Aphelion
In Aphelion är ett black metal-band från Stockholm som grundades 2020 av gitarristen, sångaren och musikkrönikören Sebastian Ramstedt. Sedan 2021 består bandet även av gitarristen Johan Bergebäck och trummisen Marco Prij och sedan 2023 även av basisten Tobias Cristiansson. Debutalbumet Moribund gavs ut 11 mars 2022 av det norska skivbolaget Edged Circle Production. Bandets andra fullängdsalbum, Reaperdawn, släpptes av Century Media 9 augusti 2024.

## Historia

### Bandet bildas och första demon
In Aphelion grundades av Sebastian Ramstedt våren 2020. Ramstedt är sedan länge även gitarrist och främste låtskrivare för blackened death metal-bandet Necrophobic och startade In Aphelion för att få ytterligare utlopp för sitt kreativa musikskapande. För första gången i karriären är Ramstedt här utöver gitarrist även huvudsångare i bandet.  Musiken beskrivs som black metal med inslag av thrash och klassisk heavy metal. Under 2021 anslöt gitarristen Johan Bergebäck, även han i Necrophobic samt trummisen Marco Prij som även spelar i det nederländska bandet Cryptosis. Demo 1 släpptes av bandet självt på kassett 11 juni 2021 i 50 exemplar. Demon innehåller de två spåren Let The Beast Run Wild och Sorrow, Fire And Hate . Musiken på demon, melodisk black metal med inslag av thrash och klassisk  heavy metal, jämfördes bland annat med tidiga band i genren som Bathory och Nifelheim.

### Skivbolagskontrakt och EP:n Luciferian Age
Ett skivkontrakt skrevs med norska Edged Circle Production 2021 och första utgåvorna på skivbolaget blev singlarna Draugr och Luciferian Age som båda släpptes digitalt i oktober 2021. Till Luciferian Age kom även en musikvideo och till Draugr en lyrikvideo.
I november 2021 utgavs EP:n Luciferian Age som innehåller utöver titellåten och singeln Draugr även spåret Wrath Of A False God samt en cover på tyska Kreators låt Pleasure To Kill. Albumet släpptes förutom digitalt även på CD och i två olika versioner på 12" vinyl.

### Fullängdsdebuten Moribund
Debutalbumet Moribund gavs ut 11 mars 2022 av Edged Circle Production. Det släpptes både digitalt, på CD och som 12" vinyl i tre versioner. Utöver bandet medverkar som gästmusiker bland annat Jacob Björnfot (Kvaen) på gitarr i Let the Beast Run Wild och Dennis Holm (Avslut) på bas i Luciferian Age.  Albumet är mixat och mastrat av Fredrik Folkare. Moribund fick ett gott mottagande med bland annat högsta betyg av flera recensenter som i Blessed Altar Zine (10/10), Metal Hangar 18 (10/10) och Gaffa (6/6).
Musikvideor gavs ut till de två singlarna World Serpent (Devourer of Dreams) och Requiem. Den senare videon visar bandet besökande gravar på Skogskyrkogården och är enligt Ramstedt en hyllning "to all our fallen brothers and sisters" och särskilt Entombeds frontman L-G Petrov som gick bort i mars 2021. Även black metal-pionjären Quorton, bandet Bathorys skapare, uppmärksammas i videon.
Låtlista
1. World Serpent (Devourer of Dreams)
2. Draugr
3. Let the Beast Run Wild
4. Luciferian Age
5. This Night Seems Endless
6. He Who Saw the Abyss
7. Moribund
8. The Origin
9. Sorrow, Fire & Hate
10. Requiem

Gästmedverkan
- Alvin Ramstedt - gitarr på spår 2
- Jacob Björnfot - gitarr på spår 3
- Dennis Holm - bas på spår 4
- Martin Halvdan - recitation på spår 7
- Christiana Hu - recitation på spår 10

### Reaperdawn
I februari 2024 meddelade Century Media att skivbolaget skrivit ett avtal med In Aphelion och att bandets andra album, Reaperdawn, skulle ges ut senare under året. Då stod det också klart att basisten Tobias Christiansson, även i Necrophobic blivit medlem i bandet. I början av april meddelad bandet att datum för utgivningen skulle bli 9 augusti och första singeln When All Stellar Light is Lost släpptes 4 april med en video regisserad av Claudio Marino. Den andra singeln, A Winter Moon's Gleam, gavs ut 5 juni samma år.

## In Aphelion live
I mars 2022 skrev In Aphelion kontrakt med det österrikiska bokningsbolaget District 19 för bokningar av kommande konserter från hösten samma år. I april meddelades att Dennis Holm anslutit som bandets basist och bandets första spelning skedde 3 juni 2022 på Hus 7 i Stockholm tillsammans med Dreadful Fate och förbanden Angrepp och Riket. In Aphelion spelade även på Vienna Metal Meeting 7-8 oktober 2022.

## Medlemmar
- Sebastian Ramstedt - gitarr, bas, sång (2020- )
- Johan Bergebäck - gitarr (2021- )
- Marco Prij - trummor (2021- )
- Tobias Cristiansson - bas (2023- )

## Tidigare medlemmar
- Dennis Holm - bas (2022-2023)

## Diskografi

### Demo
- Demo 1 (2021)

### EP
- Luciferian Age (2021)

### Studioalbum
- Moribund (2022)
- Reaperdawn (2024)

### Singlar
- Draugr (2021)
- Luciferian Age (2021)
- World Serpent (Devourer of Dreams) (2022)
- Requiem (2022)
- When All Stellar Light is Lost (2024)